# Madcon
«Madcon» (сокращение от «англ. Mad conspiracy» — «безумный заговор») — музыкальный рэп-дуэт из Норвегии.

## История
Рэп-дуэт Madcon из Норвегии громко заявил о себе летом 2007 года хитом «Beggin’», перепевкой хита 40-летней давности, принадлежавшего группе The Four Seasons. Играть вместе c Каприкорн (по рождению Тшаве Баква) и Критикал (Йосеф Вольде-Мариам, родившийся в Осло потомок эфиопской семьи) начали ещё в начале 2000-х годов, когда они оба вошли в состав довольно известной норвежской рэп-группировки The Paperboys. В 2002 году The Paperboys записали вместе с Madcon песню «Barcelona», покорившую норвежские чарты и принесшую группе премию Splellemannprisen — норвежский аналог «Грэмми» — за лучший хит года. Этот успех вдохновил Madcon, и они записали собственную сольную пластинку «It’s All a Madcon». Сингл «Doo-Woop» пользовался умеренной популярностью в Норвегии.
В промежутке между первой и второй пластинкой участники Madcon успели совершить немало интересного. Тшаве Баква принял участие в норвежской версии телепередачи «Танцы со звездами» и даже умудрился в нём победить. Также у дуэта завелась собственная телепередача «The Voice of Madcon», в которой они приглашают гостей, обсуждают самые разные вопросы и ставят музыку.
Их кавер на сингл группы The Four Seasons «Beggin’» появился летом 2007 года и сразу же взлетел на вершину чартов не только в Норвегии, но и во Франции. В результате песня обрела популярность практически во всей Европе, и альбом «So Dark the Con of Man» разошёлся неплохими тиражами. За «Beggin’» Madcon также выиграли награду в номинации «Лучший хит года».
В 2008 году дуэт также начал работу над новой пластинкой, и было объявлено, что она, вероятнее всего, будет называться «InCONvenient Truth».

## Члены группы
- Tshawe Baqwa
- Yosef Wolde-Mariam

## Дискография

### Альбомы
- 2004 — It’s All a Madcon
- 2007 — So Dark the Con of Man
- 2008 — An inCONvenient Truth
- 2010 — Contraband
- 2012 — Contakt
- 2013 — In My Head
- 2013 — Icon
- 2014 — THE BEST HITS (featuring M.I.K.O)

### Синглы
- 2000 — God Forgive Me
- 2004 — Doo Wop
- 2005 — Infidelity
- 2007 — Beggin'
- 2008 — Back on the Road
- 2009 — Liar
- 2010 — Glow
- 2010 — Freaky Like Me (featuring Ameerah)
- 2010 — Outrun the Sun (featuring Maad*Moiselle)
- 2013 — In my head
- 2013 — One life (featuring Kelly Rowland)
- 2014 — Unbreakable
- 2014 — Respect to M.I.K.O
- 2015 — Don’t worry (featuring Ray Dalton)
- 2015 — Keep My Cool
- 2016 — Don't Stop Loving Me (featuring KDL)
- 2019 — Callin You